# Municipio de West Cherry
El municipio de West Cherry (en inglés: West Cherry Township) es un municipio ubicado en el condado de Montgomery en el estado estadounidense de Kansas. En el año 2010 tenía una población de 307 habitantes y una densidad poblacional de 2,99 personas por km².

## Geografía
El municipio de West Cherry se encuentra ubicado en las coordenadas 37°18′30″N 95°38′54″O / 37.30833, -95.64833. Según la Oficina del Censo de los Estados Unidos, el municipio tiene una superficie total de 102.62 km², de la cual 101,79 km² corresponden a tierra firme y (0,81 %) 0,83 km² es agua.

## Demografía
Según el censo de 2010, había 307 personas residiendo en el municipio de West Cherry. La densidad de población era de 2,99 hab./km². De los 307 habitantes, el municipio de West Cherry estaba compuesto por el 95,11 % blancos, el 1,95 % eran afroamericanos, el 2,28 % eran amerindios y el 0,65 % eran de una mezcla de razas. Del total de la población el 0,33 % eran hispanos o latinos de cualquier raza.